# Lucien Arnault
Pour les articles homonymes, voir Arnault.
Lucien Émile Arnault, né le 1er octobre 1787 à Versailles et mort le 24 avril 1863 à Paris 9e, est un dramaturge et un administrateur français.

## Biographie
Fils aîné du dramaturge Antoine-Vincent Arnault, Lucien Arnault est élève à Sainte-Barbe puis au Prytanée de Saint-Cyr. Après des études de droit, il entre dans l'administration. Il est nommé auditeur au Conseil d'État en 1808 et intendant de l'Istrie, à Trieste, dans les Provinces illyriennes, en 1810. De retour en France en 1813, il est nommé sous-préfet de Châteauroux, poste qu'il conserve sous la Première Restauration, puis préfet de l'Ardèche pendant les Cent-Jours.
En 1815, lors de la Seconde Restauration, il est destitué et part en exil avec son père. Il ne rentre en France qu'en 1818. Retiré en Auvergne, il se consacre alors à la littérature et se fait recevoir à la Comédie-Française, à laquelle il donne plusieurs tragédies, en particulier Pertinax, Régulus, pièce qui a un grand succès, tant grâce à la prestation de Talma qu'à la référence à peine voilée à Napoléon, Pierre de Portugal, Le Dernier jour de Tibère et Catherine de Médicis.
Après les Trois Glorieuses et l'installation de la monarchie de Juillet, il retourne dans l'administration, devenant successivement  préfet de Saône-et-Loire d'août 1830 à janvier 1831, puis de la Meurthe du 1er février 1831 à la révolution de 1848.
Il abandonne toute vie publique sous la Deuxième République.
Il était marié à Marie-Adèle, fille de Joseph Cornudet des Chaumettes. Son frère, Étienne-Pierre, a suivi une carrière militaire.

## Œuvres
- Marius à Minturnes, tragédie en trois actes (en collaboration avec son père), 1815
- Pertinax, ou les Prétoriens, 1818
- Régulus, tragédie en trois actes, 1822 (joué par Talma) lire en ligne sur Google Livres.Alexandre Dumas, Mes mémoires, 3e série, 1863 p. 121-122] lire en ligne sur Gallica Traduit en néerlandais par G. Gravé, 1829. .
- Pierre de Portugal, tragédie en cinq actes, 1823 lire en ligne sur Gallica.
- Le Dernier jour de Tibère, tragédie en cinq actes et en vers, 1828.
- Catherine de Médicis aux États de Blois, drame historique en cinq actes, 1829.
- Gustave-Adolphe, ou la Bataille de Lutzen, tragédie en cinq actes, 1830.
- Œuvres dramatiques (mélanges et correspondance), avec une notice biographique et des observations littéraires d'Alphonse François), 1865-1867, 3 volumes, vol. 1, 1865 lire en ligne sur Google Livres ; vol. 2, 1866 lire en ligne sur Google Livres ; Vol. 3, 1867 lire en ligne sur Google Livres.

## Sources
- Gustave Vapereau, Dictionnaire universel des contemporains : contenant toutes les personnes notables de la France et des pays étrangers, Paris, Hachette et Cie, 1858 (lire en ligne), p. 63-64.
- William Duckett (dir.), Dictionnaire de la conversation et de la lecture : inventaire raisonné des notions générales les plus indispensables à tous, Paris, Michel Lévy frères, 1852 (lire en ligne), p. 52-53.
- Artaud de Montor, Encyclopédie des gens du monde : répertoire universel des sciences, t. 2, Paris, 1833 (lire en ligne), p. 319.